# Duif (politiek)
Met een duif in politieke termen wordt een politicus bedoeld die bekendstaat om zijn of haar milde of verzoenende beleid of standpunten.
Een voorbeeld is de voormalige Amerikaanse minister van Buitenlandse Zaken Colin Powell die vanwege zijn intomende beleid ten aanzien van bepaalde 'haviken' in de regering van president George W. Bush als een (relatieve) 'duif' werd beschouwd. 
Een tegenovergestelde politicus wordt met 'havik' aangeduid.